# Michael F. Doyle
Michael F. Doyle, född 5 augusti 1953 i Swissvale, Pennsylvania, är en amerikansk politiker. Han är ledamot av USA:s representanthus från Pennsylvania sedan 1995.
Doyle gick i skola i Swissvale Area High School i Allegheny County. Han avlade 1975 sin kandidatexamen vid Pennsylvania State University. Han gick först med i republikanerna men bytte senare parti till demokraterna.
Kongressledamoten Rick Santorum kandiderade i senatsvalet 1994 och vann. Doyle vann kongressvalet som demokraternas kandidat och efterträdde republikanen Santorum i representanthuset i januari 1995.